# De jure
De jure (trong tiếng Latinh cổ: de iure) là một thành ngữ có nghĩa là "dựa trên luật" hay "luật định", ngược với de facto, là thành ngữ mang nghĩa "trên thực tế".
Các thuật ngữ de jure và de facto được sử dụng tương tự như "theo luật định" và "trong thực tế" khi người ta miêu tả các trạng thái chính trị. Chúng cũng thường được sử dụng khi thảo luận về sự phân biệt chủng tộc. Một thông lệ có thể đang tồn tại dưới dạng de facto, khi người ta tuân thủ nó trong các khế ước và được coi như là luật định. Một quá trình được biết như là "tình trạng lỗi thời " (từ tiếng Pháp: désuet) có thể cho phép các thông lệ de facto thay thế các sắc luật đã lỗi thời. Mặt khác, một thông lệ có thể tồn tại dưới dạng de jure nhưng lại không được người ta tuân thủ hay thực thi.
Từ de jure trong tiếng Latinh này không nên nhầm lẫn với từ tiếng Pháp du jour, nó được dịch như là "của/trong ngày", chẳng hạn như trong câu soupe du jour (món súp của ngày).
Các chuẩn mực của de jure và de facto có thể khác nhau; ví dụ, Hoa Kỳ không có ngôn ngữ chính thức de jure, trong khi ngôn ngữ chính thức de facto là tiếng Anh. Tương tự, tiêu chuẩn de jure của Hoa Kỳ để đo độ dài khoảng cách đường sá là kilômét (do Hoa Kỳ là một thành viên của Convention du Mètre), nhưng tiêu chuẩn de facto lại là dặm (mile).
• De jure trong chính trị
Trong chính trị, nhà lãnh đạo de jure của một quốc gia hay khu vực là người được thừa nhận là lãnh đạo theo Hiến pháp hoặc trên lý thuyết, tuy nhiên lại không có hoặc có ít quyền lực trên thực tế (de facto). Các nhà lãnh đạo có nhiều quyền trên lý thuyết có thể kể đến Nữ hoàng Elizabeth của Khối Thịnh vượng chung Anh, hay Nhật hoàng Naruhito của Nhật Bản,... Những nhà lãnh đạo này là tàn dư của chế độ quân chủ phong kiến, hiện thường chỉ mang tính lễ nghi, đại diện cho tinh thần đoàn kết dân tộc còn quyền hành do Chính phủ mà đứng đầu là Thủ tướng nắm. Một hình thức khác của nhà lãnh đạo de jure nhưng có nhiều quyền lực hơn là Chủ tịch nước của các nước theo chế độ xã hội chủ nghĩa, tức các quốc gia có Đảng Cộng sản lãnh đạo. Tại những quốc gia này, Tổng Bí thư Đảng Cộng sản mới là nguyên thủ quốc gia trên thực tế (ngoại lệ có Đặng Tiểu Bình không làm Tổng Bí thư hay Chủ tịch nước nhưng vẫn là Lãnh đạo tối cao Trung Quốc giai đoạn 1978-1992). Trong những năm gần đây, các quốc gia trong khối xã hội chủ nghĩa đã thực hiên "nhất thể hóa" hai chức vụ đứng đầu Đảng và Nhà nước để thuận tiện trong ngoại giao. Riêng tại Việt Nam, Tổng Bí thư và Chủ tịch nước vẫn là hai chức vụ riêng biệt. Do Đảng lãnh đạo Nhà nước và xã hội nên Tổng Bí thư là nhà lãnh đạo cao cấp nhất, nắm quyền cao nhất trên thực tế (de facto). Chủ tịch nước Việt Nam đồng thời là Ủy viên Bộ Chính trị, là cán bộ cao cấp thứ 2 sau Tổng Bí thư.